# Noel Burke
Noel Burke (Belfast, Irlanda del Norte; 29 de noviembre de 1962) es un cantante norirlandés, conocido por reemplazar a Ian McCulloch como cantante de Echo & the Bunnymen. Nació en Belfast y su primera banda fue St. Vitus Dance, que lanzó Love Me, Love My Dogma en 1987 antes de disolverse unos años después. Poco después de la separación, Will Sergeant le contactó para unirse a Echo & the Bunnymen como vocalista líder. La banda publicó  Reverberation en 1990, disco que recibió críticas en ambos sentidos, aunque posteriormente recibió cierto reconocimiento. The Bunnymen se disolvieron en 1993, momento en que Burke se pasó a la enseñanza.
En 2005, Burke reformó St. Vitus Dance para algunas actuaciones en vivo y lanzó un disco con material nuevo titulado Glyphotheque, en 2008.

## Discografía

### Con St. Vitus Dance
- Love Me Love My Dogma (1987)
- Glyphotheque (2008)
- Bystanders (2012)

### Con Echo & the Bunnymen
- Reverberation (1990)